# シャマレル
シャマレルはモーリシャスのブラックリバー県に位置する村。村の東部はサバンナ県にも跨っているが、村の運営はブラックリバー県議会の庇護の下にシャマレル村議会が行っている。
今日では、主に七色の大地やシャマレル滝、ブラックリバー渓谷国立公園など周辺の景色や自然アトラクションによって知られ、隣接する地域はコーヒー豆の産地としても知られる。1876年に建築されたシャマレルの聖アンナ教会は「聖母の被昇天」の巡礼先であり、この期間にはフェアで巡礼をもてなしている。

## 地勢
シャマレル村はブラックリバー県とサバンナ県の間にはさまれたモーリシャスの西海岸にある西部の丘に位置し、海抜はおおよそ 850フィート (260 m)である。シャマレル滝は「険しい岩の円形演技場 (amphitheater of abrupt rock) 」上を通り流れるキャパーノ川 (River du Capano) より形成された。地形は森林台地であり「涼しいそよ風と静謐で牧歌的な雰囲気」として知られている。
モーリシャスでも人口が最も少ない村の一つであり、2011年に中央統計局により行われた国勢調査では人口が783人と記録された。クリオーリョはブラックリバー県のこの村の主要な労働力を形作っている。村のモーリシャス・クレオールは自然環境保全の概念を導入している。

## 歴史
シャマレル村は、1800年頃にこの地に住んでいたフランス人のシャルル・アントワーヌ・デ・シャザール・シャマレルにより名づけられた。かつてはこの村全てが彼の土地であり、ナポレオン戦争の時期には、モーリシャスを占領したマシュー・フリンダースがシャマレルに彼の邸宅で歓待されている。しかしながら、現地の住人には単に「黒の村 (Valley of Blacks)」と呼ばれている。

## 経済
村にはサトウキビとパイナップルのプランテーション農園があり、より広範にはコーヒーのプランテーション農園が存在する。

## ランドマーク

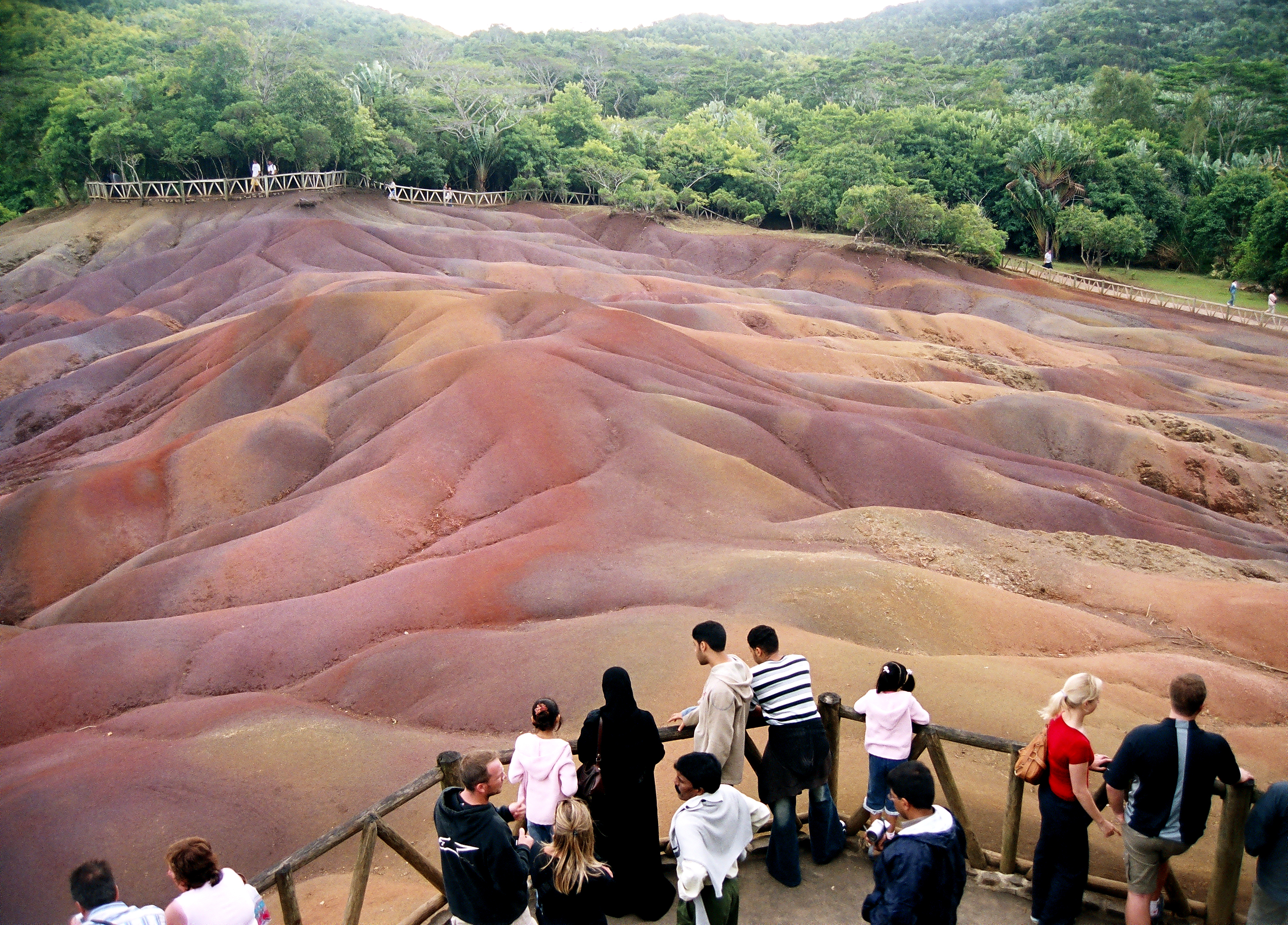
さまざまな色を見せる露出した地殻（七色の大地）

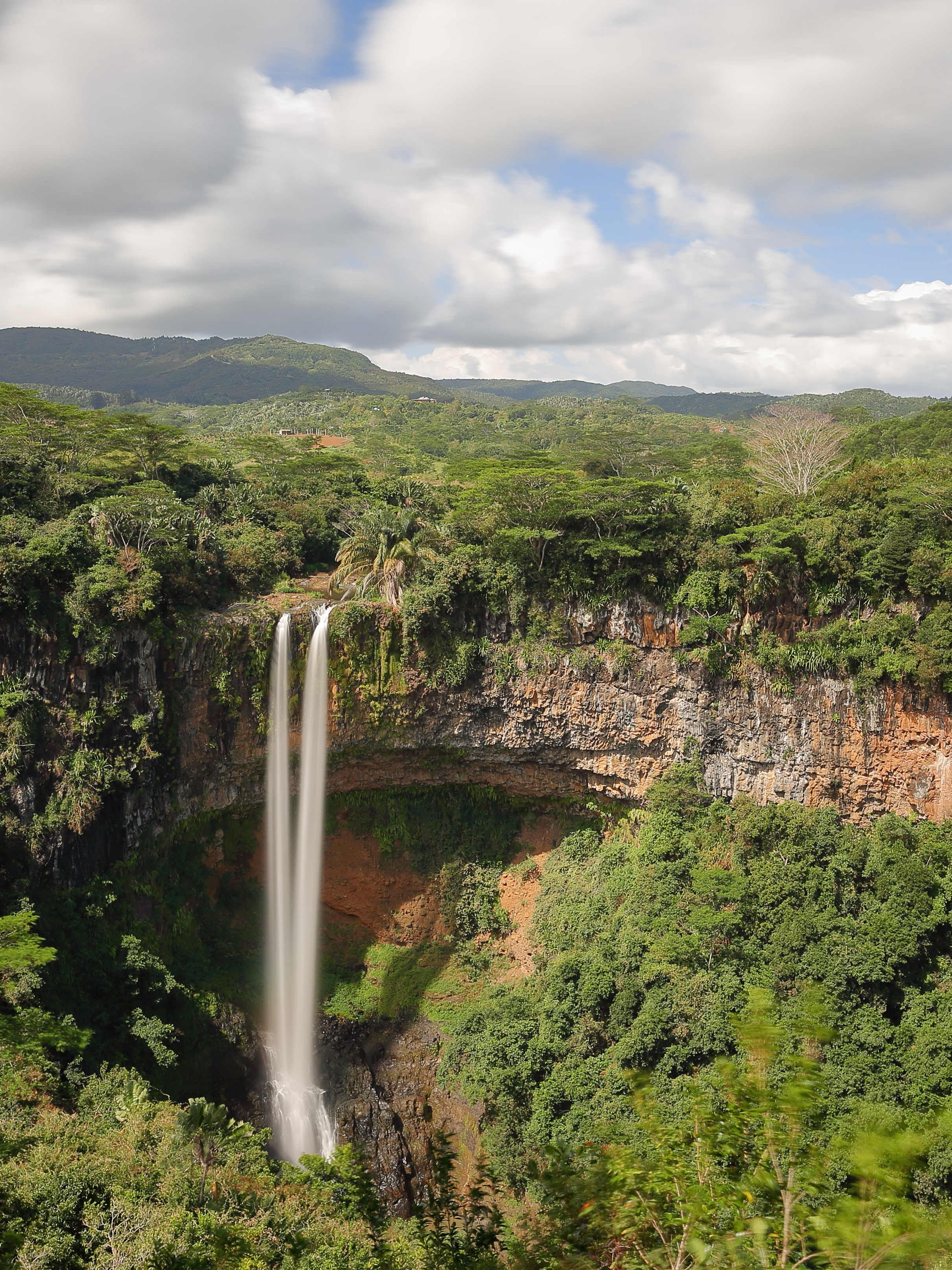
シャマレル滝

特筆すべきものの一つに、村より南西に約4キロメートル (2.5 mi)離れた場所に位置する七色の大地がある。この色鮮やかな大地は、溶岩が冷却された結果さまざまな色が残された現象であり、溶岩群は 350万年から700万年前のものと推測されている。この重なり合うように露出した地殻は陽光によって七色に彩られる。早朝、朝日によって朝露が照らされる時間帯が最も美しい色となり、遊歩道や展望台から観察するよりも近くよりの眺めが美しいと評される。この七色の大地はブラックリバー滝の下流に位置する約7–8エーカー (2.8–3.2 ha)の不毛の平野であり、あらゆる植物に対して厳しい環境となっている。畝のように横に並んだ列が見られ、その外観からLes Cotes de Melon（メロンスライス）とも呼ばれる。
この黄色、黄褐色から明るい赤、紫に黒など40を超える異なる色相を持った地質は調査の対象となっており、採取されたサンプルは科学調査が行われた。土壌は有機質を全く含まない含鉄量の高い粘土が密集し結合して形成されており、土壌肥沃度はほぼあるいは全く無いと明らかにされている。窒素がほぼ含まれていないかわりに、石灰、炭酸カリウム、リン酸が検出されたことは特筆されているが、しかしながら組成はほぼ鉄と酸化アルミニウムに占められている。
また別の興味深い場所としてデュキャップ川より流れ落ちるシャマレル滝があげられる。街の入り口より1.5キロメートル (0.93 mi)に位置し、切り立った崖より流れ落ちる滝は、落差95メートル (312 ft) (100メートル (330 ft)とされる。滝の上部から始まり下部の楕円型の池までの懸垂下降ツアーが専門の業者により提供されている。飛沫は全長の半分まで吹き上がり、滝への道は固く滑りやすくなっている。
もう一つの興味深い場所として、プランテーション農園の広がる丘に位置するシャマレル蒸留所がある。この蒸留所にはサトウキビを元にしたラムを醸造する作業工程を解説する展示館が設けられており、生成された副産物が全て再利用されているなど環境に配慮した生産工程を案内している。これはビーチコマーホテルのオーナーにより2008年に設立された。また、併設されているレストランではラム酒の試飲が可能となっている。
村の教会は聖アンナ教会であり、この教会は「聖母の被昇天」に関連する巡礼地となっている。これにあわせて毎年8月15日にはフェアが催されており、基金を集めるとともに珍味などが提供される。
村のアドベンチャースポットはマウンテンバイクツアーや乗馬スクールでの乗馬体験に代表される。また森に作られたアドベンチャーパークではジップラインやミニ吊り橋、ロープウェイがアクティビティとして提供されている。